# Live at Red Rocks: Under a Blood Red Sky
Live at Red Rocks: Under a Blood Red Sky (também conhecido como Live at Red Rocks ou Under a Blood Red Sky) é um álbum ao vivo e DVD lançado pela banda irlandasa de rock U2. Lançado originalmente em 1983 em VHS, foi o primeiro álbum de video da banda. O show foi gravado em 5 de  junho de 1983 durante a War Tour no Red Rocks Amphitheatre em Morrison, Colorado (próximo a Denver) nos Estados Unidos. O filme foi dirigido por Gavin Taylor e produzido por Malcolm Gerrie, Rick Wurpel e Doug Stewart.
Live at Red Rocks mostra a banda se apresentando no Red Rocks em uma noite chuvosa. O tempo ameaçou cancelar o show, mas a banda havia gasto muito com a Island Records para promover o envento com Barry Fey como produtor, e resolveu proceder. O contexto da chuva e da animação do público fez desse show um dos mais memoráveis de todos os tempos. O video, junto com Under a Blood Red Sky, ajudou a marcar o U2 como uma das melhoress bandas se apresentando ao vivo. Segmentos de Live at Red Rocks foram mostrados regularmente na MTV, ajudando a popularizar a banda.

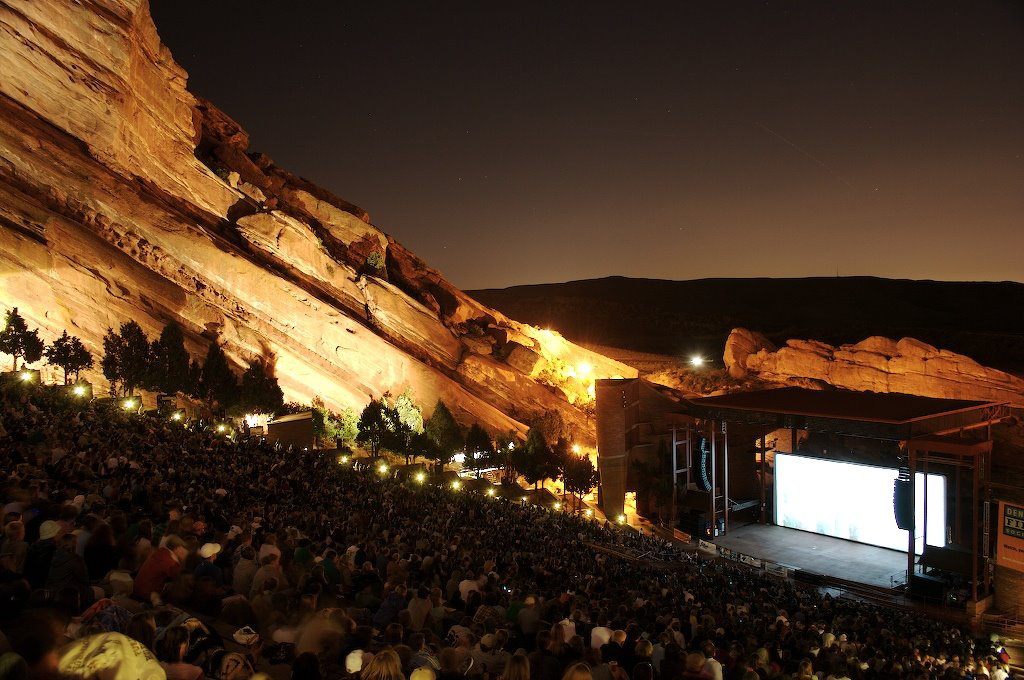
Red Rocks Amphitheatre, local onde o show foi filmado

Uma edição remasterializada foi lançada em DVD em setembro de 2008, lançado faixas não liberadas anteriormente. Isto coincidiu com o relançamento de Under a Blood Red Sky. A Rolling Stone selecionou a versão deste video de "Sunday Bloody Sunday" como um dos "50 Momentos que Mudaram a História do Rock and Roll".

## Faixas

### Versão original
1. "Surrender"
2. "Seconds"
3. "Sunday Bloody Sunday"
4. "October"
5. "New Year's Day"
6. "I Threw a Brick Through a Window"
7. "A Day Without Me"
8. "Gloria"
9. "Party Girl"
10. "11 O'Clock Tick Tock"
11. "I Will Follow"
12. "40"

### Edição remasterizada
1. "Out of Control"
2. "Twilight"
3. "An Cat Dubh/Into the Heart"
4. "Surrender"
5. "Two Hearts Beat as One"
6. "Seconds"
7. "Sunday Bloody Sunday"
8. "Cry/The Electric Co."
9. "October"
10. "New Year's Day"
11. "I Threw a Brick Through a Window"
12. "A Day Without Me"
13. "Gloria"
14. "Party Girl"
15. "11 O'Clock Tick Tock"
16. "I Will Follow"
17. "40"

## Pessoal
- Bono – vocal, guitarra ("A Day Without Me")
- The Edge – guitarra, Teclado, vocal; baixo ("40")
- Adam Clayton – Baixo, guitarra ("40"), vocal ("I Will Follow", "Out of Control")
- Larry Mullen, Jr. – Bateria, vocal